# Раймонд ван дер Гау
Раймонд ван дер Ґау (нід. Raimond van der Gouw нід. вимова: [ˈreːmɔnt fɑn dɛr ˈɣʌu̯],, нар. 24 березня 1963, Олдензал) — нідерландський футболіст, що грав на позиції воротаря. По завершенні ігрової кар'єри — тренер.
Виступав у нідерландських клубах «Гоу Егед Іглз» та «Вітесс», потім — в англійському «Манчестер Юнайтед». Забив єдиний гол у своїй кар'єрі у своєму останньому матчі за клуб «Апелдорн», після чого завершив кар'єру у віці 44 років.
У 2007 році він був запрошений в тренерський штаб англійського «Сандерленда» як тренер воротарів. У червні 2009 року він покинув «Сандерленд» і повернувся у «Вітесс», де також став тренером воротарів, а також недовго був в.о. головного тренера. Надалі ще працював тренером воротарів у клубах ПСВ і «Шахтар» (Донецьк).

## Ігрова кар'єра

### Нідерландські клуби
Вихованець клубу «Гоу Егед Іглз». Пройшовши через молодіжну академію клубу, він дебютував за основний склад в матчі проти клубу «Ден Босха», який відбувся 14 вересня 1985 року і завершився перемогою «Гоу Ехед Іглз» з рахунком 2:1. У дебютному сезоні «Іглз» знаходилися в нижній частині турнірної таблиці Ередивізі, а за підсумками сезону зайняв десяте місце в чемпіонаті. Проте, вже у 1987 році клуб вилетів з вищого дивізіону, а протягом наступного сезону не зміг повернутися в еліту.
У 1988 році ван дер Гау перейшов в клуб «Вітесс». В перший же сезон Раймонда в новому клубі «Вітесс» виграв Ерстедивізі і вийшов у вищий дивізіон чемпіонату Нідерландів, повернувшись туди після дев'ятирічної перерви. В сезоні 1989/90 «Вітесс» зайняв 3-е місце в Ередивизі і вперше в історії кваліфікувався у Кубок УЄФА. Також клуб досяг фіналу Кубка Нідерландів.
У сезоні 1990/91 «Вітесс» посів 5-е місце в чемпіонаті, втративши можливість виступу в єврокубках в наступному сезоні. У розіграші Кубка УЄФА 1990/91 ван дер Гау провів чотири «сухих» матчі поспіль, а «Вітесс» досяг чвертьфіналу турніру, в якому поступився португальському «Спортінгу». У наступні сезони «Вітесс» завершував чемпіонат у першій шістці, але в єврокубках виступав невдало.

### Манчестер Юнайтед
Зігравши понад 350 матчів у чемпіонаті Нідерландів, ван дер Гау перейшов в англійський «Манчестер Юнайтед» за £ 500 000. Він дебютував за «Юнайтед» у матчі проти «Астон Вілли» у вересні 1996 року, відігравши цю зустріч «всуху». У 1997 році він вийшов на поле у півфінальному матчі Ліги чемпіонів проти дортмундської «Боруссії», оскільки Петер Шмейхель отримав травму буквально за кілька хвилин до початку гри. «Юнайтед» програв у цьому матчі з рахунком 1:0, але завдяки сейвам нідерландця «червоні дияволи» поступилися лише з мінімальним рахунком.
Алекс Фергюсон
Найвдалішим для нідерландця став сезон 1999/00. Після відходу з команди Петера Шмейхеля, що переїхав у «Бірмінгем Сіті», сер Алекс Фергюсон вирішив зробити ван дер Гау «першим номером», який виграв конкуренцію у Марка Босніча. Провівши в сезоні 23 матчі, воротар разом з командою завоював чемпіонський титул в англійській Прем'єр-лізі, а також зіграв у програному Суперкубку УЄФА 1999 року, а також одну гру на клубному чемпіонат світу 2000 року. Але, коли в команду прийшов чемпіон світу і Європи француз Фаб'єн Бартез, нідерландець знову зайняв місце запасного голкіпера. Трохи пізніше був підписаний і ще один голкіпер — північноірландець Рой Керролл, однак, незважаючи на це, Раймонд погодився продовжити з клубом контракт ще на рік — до кінця сезону 2001/02. Попри незначну ігрову практику, Раймонд залишався одним з головних осіб у манчестерській роздягальні, граючи роль «дядька-наставника» для молодих партнерів. Всього за «Манчестер Юнайтед» воротар провів 61 матч: 37 — у чемпіонатах Англії, 1 матч у Кубку Англії, 9 матчів у Кубку Футбольної ліги, 13 матчів у єврокубках, а також 1 неофіційний матч.

### «Вест Гем Юнайтед»
Так і не зігравши у своєму останньому сезоні за «червоних дияволів» жодного матчу, Раймонд вирішив перебратися в Лондон, в «Вест Гем Юнайтед», як дублер для Девіда Джеймса. Однак, також не зігравши в чемпіонаті за «молотобійців» жодної гри, повернувся в Нідерланди.

### Завершення кар'єри
Повернувшись на батьківщину, голкіпер підписав річний контракт з «Валвейком», але в сезоні провів лише один матч. У наступному сезоні ван дер Гау вже захищав кольори клубу «Апелдорн». За цю команду, яка стала останньою в його ігровій кар'єрі, воротар провів 100 матчів у чемпіонатах Нідерландів і в самому останньому матчі зумів відзначитися забитим м'ячем (єдиним у професійній кар'єрі), після чого завершив кар'єру футболіста у 2007 році у віці 44 років. Всього у чемпіонатах Нідерландів провів 456 матчів, забив 1 гол.

## Кар'єра тренера
Рой Кін
У 2007 році колишній партнер нідерландця у «Манчестер Юнайтед» Рой Кін, який тренував тоді «Сандерленд», запросив Раймонда на посаду тренера воротарів своєї команди. 
Пропрацювавши на цій посаді два сезони, ван дер Гау залишив клуб і повернувся в Голландію, ставши тренером воротарів у клубі «Вітесс», де працював до 2020 року. Протягом короткого часу він був тимчасовим головним тренером разом із Гансом ван Арумом після того, як Тео Боса було звільнено в 2010 році. 
15 червня 2020 року він змінив Руда Геспа на посаді тренера воротарів у ПСВ. Його контракт закінчився в середині 2022 року, після чого він знову був тренером воротарів у «Вітессі». 
У січні 2024 року став тренером воротарів «Шахтаря» (Донецьк).

## Титули і досягнення
- Чемпіон Нідерландів (4):

«Вітессе»: 1988–89
- Чемпіон Англії (4):

«Манчестер Юнайтед»: 1996-97, 1998-99, 1999-00, 2000-01
- Володар Кубка Англії (1):

«Манчестер Юнайтед»: 1998–99
- Володар Суперкубка Англії (2):

«Манчестер Юнайтед»: 1996, 1997
- Переможець Ліги чемпіонів УЄФА (1):

«Манчестер Юнайтед»: 1998–99
- Володар Міжконтинентального кубка (1):

«Манчестер Юнайтед»: 1999